# Mozilla Firefox 3
A Mozilla Firefox 3 a Mozilla Firefox webböngésző egyik verziója, mely 2008. június 17-én jelent meg a Mozilla Alapítvány gondozásában.
A Firefox 3 a Gecko böngészőmotor 1.9 változatát használja a weboldalak megjelenítéséhez. Az új verzióban számos hiba javításra került, a webes szabványok támogatása fejlődött. További új funkciók az újratervezett letöltés-vezérlő, az új "Places" rendszer, amely a könyvjelzőket és a böngészési előzményeket egyesíti, valamint különböző alapértelmezett témák a különböző operációs rendszerekhez.
2008 júliusára a Firefox 3 a böngészőpiac 5,67%-át birtokolta, és több mint 8 millióan töltötték le a megjelenést követő 24 órában, ezzel Guinness-rekordot állítva fel a „24 óra alatt legtöbbször letöltött szoftver” kategóriában. A Firefox a legtöbb nyelven elérhető webböngésző. 2009 szeptemberi adatok alapján a Firefox 3.0 részesedése 10%-20% között van, de ez a szám folyamatosan csökken, mivel a felhasználók frissítenek a 3.5 verzióra.
A 3-as verzió fejlesztése a Gran Paradiso kódnevet kapta, mely magában foglalja a 2007 és 2008 elején megjelent 8 alpha, 5 béta, és a 3-as verzió különböző kiadásra jelölt változatait. A fejlesztés a 3.5 verzióval folytatódik (mely eredetileg 3.1 verzió volt, de a számos újítás miatt megemelték a verziószámot), mely a Shiretoko kódnevet kapta.

## Fejlesztése
A 3-as verzió fejlesztése a Gran Paradiso kódnevet kapta. Az eddigi kódnevekhez hasonlóan, ez is egy létező helyről kapta a nevét: Gran Paradiso a Graian Alpok hegységrendszer hetedik legmagasabb csúcsa.
2006-ban a fejlesztők megkérték a felhasználókat, hogy írják meg, milyen funkciókat látnának szívesen a Firefox 3-ban.
A Mozilla Alapítvány 2007. november 19-én adta ki az első béta változatot, a második béta változat december 18-án jelent meg, a harmadik 2008. február 12-én, a negyedik, március 10-én, az ötödik és egyben utolsó pedig április 2-án jelent meg. Az első kiadásra jelölt változat 2008. május 16-án jelent meg, a második június 4-én, melyet követett a harmadik június 11-én. (A második és harmadik közti különbség csupán annyi, hogy a Mac felhasználók számára kijavítottak egy komoly hibát.) A végső verzió 2008. június 17-én jelent meg. A Firefox 3 megjelenése nagy hír volt, többek közt még az amerikai "The Colbert Report" TV műsorban is foglalkoztak vele.

### 3.5-ös verzió
A Firefox 3.5 2009. június 30-án jelent meg.

#### 3.6-os verzió
A Firefox 3.5-ös verzió utáni kiadás a 3.6 lesz (bár a számozása még változhat). (Eredetileg 3.2-ként hivatkoztak rá, mikor még a mostani 3.5 száma 3.1 volt.) Kódneve Namoroka, de a Firefox.next névvel is hivatkoznak rá. A fejlesztését 2008. december 1-jén kezdték meg, megjelenése a tervek szerint 2009 novemberében lesz. Ez a kiadás a Gecko 1.9.2 változatát használja majd, és számos kisebb újítás található majd, így például helyet kap benne az új tab-navigáció, amit a 3.1 béta 2 megjelenésekor kivettek, megjelenik a Drag and Drop támogatás, amelynek segítségével fájlokat lehet a munkaasztalról böngészőbe dobni, az új CSS, DOM és HTML5 technológiák támogatása, a WOFF font formátum támogatása, valamint a Personas most már alapértelmezetten benne lesz a programban. Az első alfa verzió 2009. augusztus 7-én jelent meg, az első béta verzió pedig október 30-án.
2009. október 15-én a fejlesztői levelezőlistán beszéltek arról, hogy a 3.6 csak egy "minor" frissítés lesz, azaz automatikusan települ a felhasználó gépére. Általában fontos verziónak hagyományosan azt tartják, melynek fejlesztése legalább egy éve folyik, és vagy látható változásokat vezet be a felhasználói felületen, vagy lényeges technológiai újításokat hoz platformszinten. A „minor” frissítések azonban ezzel szemben általában csak biztonsági és stabilitási hibákat javítanak, és mivel alapvető újdonságokat nem tartalmaznak, automatikus frissítésként települnek. Ilyen volt például a Firefox 3.5.2-t leváltó 3.5.3.

### 3.7-es verzió
A 3.7 verzió a Gecko 1.9.3-ás motorra épül. Megjelenése 2010 elején jött.

### További tervek
A 3.6 kiadása után a Firefox 4.0 verzió következik, mely a Mozilla 2 platformon alapul, ellentétben a Firefox 3.6-tal, amely az 1.9-re alapult.

## Változások, újítások, szolgáltatások

### Változások a böngészőmotorban
Az egyik jelentős újítás a Firefox 3-ban a Gecko böngészőmotor 1.9-es változatának használata. Az új verzióban számos hibát kijavítottak, jobban megfelel a szabványoknak, valamint új web API-t kapott. Ennek köszönhetően ez az első olyan Firefox ami átment az Acid2 teszten (mely azt méri, hogy egy böngésző mennyire felel meg a webes szabványoknak), valamint jobban teljesíti az Acid3 tesztet is, mint a Firefox 2.
Támogatja a HTML 5-specifikációt, a web-alapú protokoll kezelőket, a getElementsByClassName  natív implementációját, a postMessage által támogatott biztonságosabb levelezést, valamint az internetkapcsolat nélküli alkalmazások támogatása. További újdonság még az APNG és EXSLT támogatás.
A Gecko 1.9 a Cairót használja grafikus motorként, mely jobb grafikai teljesítményt nyújt, valamint különböző témákat tartalmaz a különböző operációs rendszerekhez, ezzel jobban belesimul az adott rendszer grafikus felületébe. Tekintve, hogy a Cairo nem támogatja a Windows 95, 98, ME és NT (4.0 verzió, vagy azelőtti) rendszereket, valamint a Microsoft megszüntette a Windows 98 és Windows Me támogatását 2006. július 11-én, a Firefox 3 nem futtatható rajtuk. Hasonló a helyzet a Macintosh gépek esetében is: a Firefox 3 csupán a Mac OS X 10.4 vagy annál újabb verziókon fut. Ami újdonság viszont, hogy most már natív Cocoa widgetek vannak a Mac OS X-es változatban.

### Témák
Annak érdekében, hogy a különböző operációs rendszereken natív megjelenése legyen a Firefoxnak, a 3-as verziónak léteznek témái Mac OS X, Linux, valamint XP és Vista rendszerekre is. Ha valaki a linuxos GNOME grafikus felületen dolgozik, a Firefox a felületből veszi az ikonokat, éppen ezért, ha az ikon-témát másra módosítjuk, akkor a Firefox ikonjai is módosulnak. További ikonok is készültek, amennyiben az ikonkészlet nem tartalmaz megfelelő ikonokat, akkor a Tango Desktop Project irányelvei alapján készített Tango téma jelenik meg. Ezenfelül a nem-natív tab-sáv helyett (ami a Firefox 2 volt található), a natív GTK+ tab stílus található.
Az alapértelmezett ikonok jelentősen megváltoztak a Firefox 3-ban. A három platformból kettő esetében az Ugrás az előző oldalra ikon nagyobb, mint az Ugrás a következő oldalra ikon, habár a Kis ikonok használata bekapcsolása valamint a Linux verzió esetén (Linuxon alapértelmezetten) ugyanolyan méretű. Az Iconfactory készítette el az ikonokat a Microsoft Windows platformra. Az XP-nek és a Vistának különböző ikonjai vannak.

### Personák
A personák a Firefox 3.6-os Firefoxban váltak a program alapértelmezett részévé. Előtte kiegészítőként volt elérhető, mint a Mozilla Labs egyik projektje. A personák segítségével a böngésző grafikus felületének hátterét változtathatjuk meg. A 3.6 megjelenésekor a personák csak az alapértelmezett témával működtek együtt, de a jövőbeli tervek közt szerepel a kompatibilitás a többi témával is.

### Breakpad
A Breakpad (korábban „Airbag”) egy nyílt forráskódú összeomlás-jelentő, mely a korábban használt Talkback-et cseréli le. A Google és a Mozilla közösen fejleszti. Ezt használja a Firefox és a Thunderbird. [forrás?] Fontos megjegyezni, hogy ez az első platformfüggetlen nyílt forráskódú összeomlás-jelentő.
A Breakpad először 2007. május 27-én került bele a fejlesztés alatt álló Firefox 3-ba, először a Windows NT és Mac OS X verziókba, majd egy hétre rá a linuxos verzióban. Az előzőleg használt összeomlás-jelentő, a Talkback jogvédett szoftver volt, mely a SupportSoft tulajdona.

## Részesedése
A NetApplications megfigyelése szerint 2008 májusában a Firefox 3 béta verziója már 0,62%-ot birtokolt a böngészők piaci részesedéséből. Ezt azzal magyarázták, hogy már a béta változatok is nagyon stabilak voltak. A Firefox 3.0 megjelenését követő 24 órán belül részesedése kevesebb, mint 1%-ról 3%-ra emelkedett a NetApplications adatai szerint.

### Guinness rekord
A Firefox 3 hivatalos megjelenése dátuma 2008. június 17. volt. „Letöltési nap”-nak nevezték el, ugyanis a cél az volt, hogy rekordot állítson fel az „egy nap alatt a legtöbbször letöltött szoftver kategóriában”.

## Kritika, fogadtatás
Habár az új intelligens címsor jó fogadtatásban részesült, volt jó pár felhasználó, akiknek nem tetszett, úgyhogy sok olyan kiegészítő készült, amely visszaállítja a régi címsort.
A Firefox 3 a CNET szerkesztők választása díját elnyerte 2008 júniusában.